# Hypsiboas pulchellus
Hypsiboas pulchellus (tên tiếng Anh: Montevideo Treefrog) là một ếch species thuộc họ Nhái bén. Loài này có ở Argentina, Brasil, Paraguay, và Uruguay.
Môi trường sống tự nhiên của chúng là đồng cỏ khô nhiệt đới hoặc cận nhiệt đới vùng đất thấp, đồng cỏ nhiệt đới hoặc cận nhiệt đới vùng ngập nước hoặc lụt theo mùa, hồ nước ngọt có nước theo mùa, đầm nước ngọt có nước theo mùa, và vùng đồng cỏ. Nó không được IUCN xem là loài bị đe dọa.

## Hình ảnh

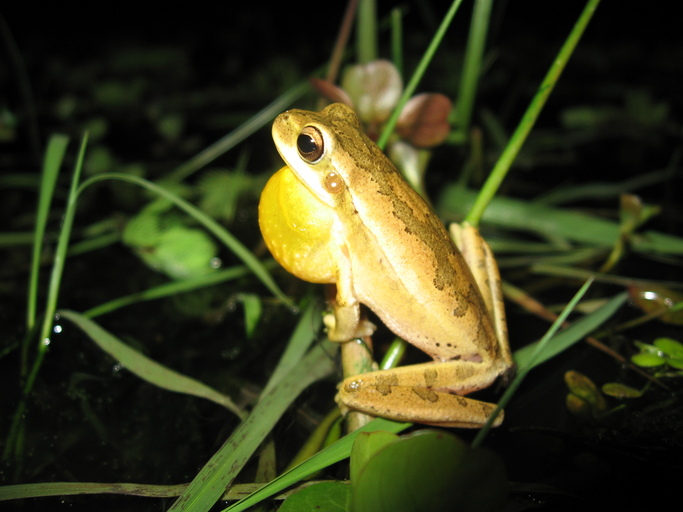
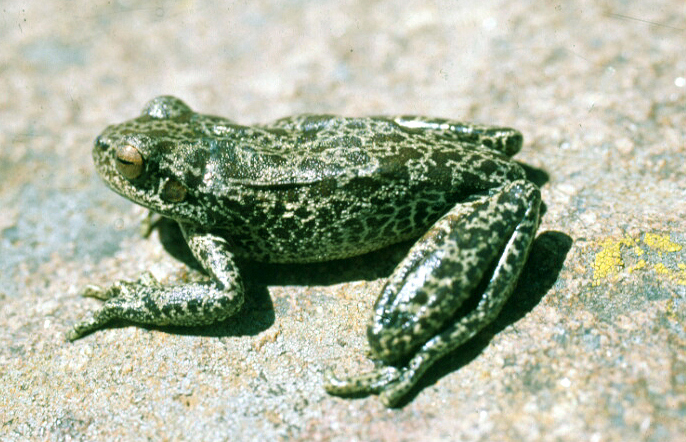
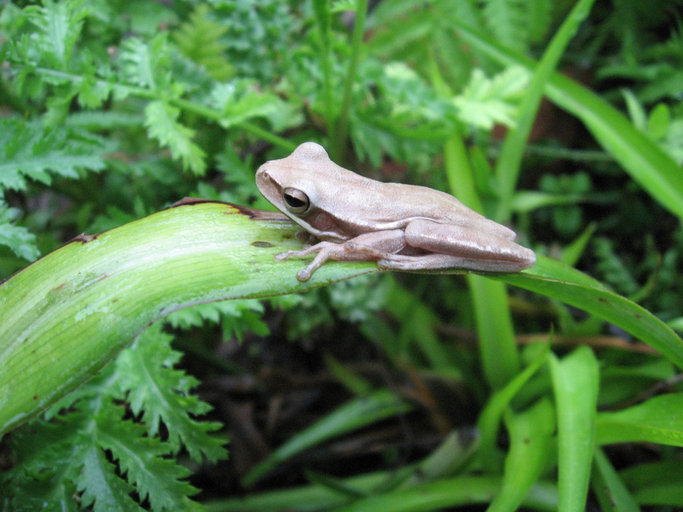
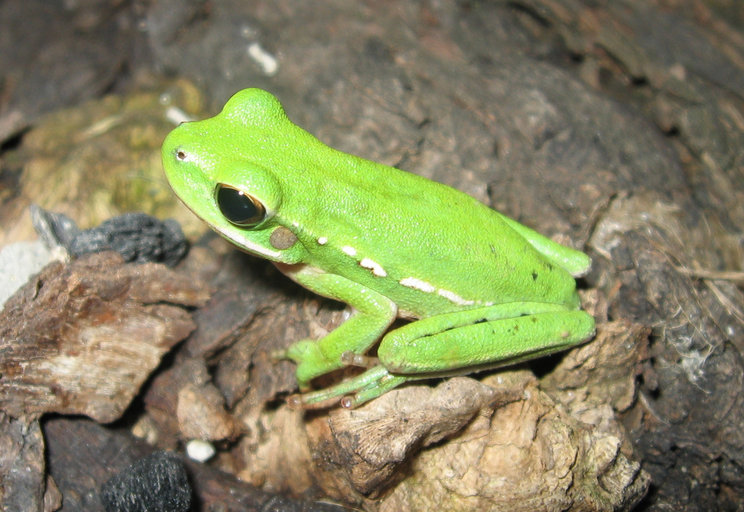